# Kai Gram
Kai Jørgen Arthur Gram (født 27. april 1897 i København, død 25. juni 1961 smst) var en dansk botaniker.
Han deltog i Olufsens ekspedition til Sahara 1922-1923 og i den Thai-Danske Botaniske Expedition i 1957.
Standard auktorbetegnelse for arter beskrevet af Kai Gram: Gram